# Љубав (албум Нине Бадрић)
Љубав је пети албум хрватске поп певачице Нине Бадрић, који је издат 2003. године за продукцијску кућу Aquarius Records.

## Песме
На албуму се налазе следеће песме: